# Clive Bell

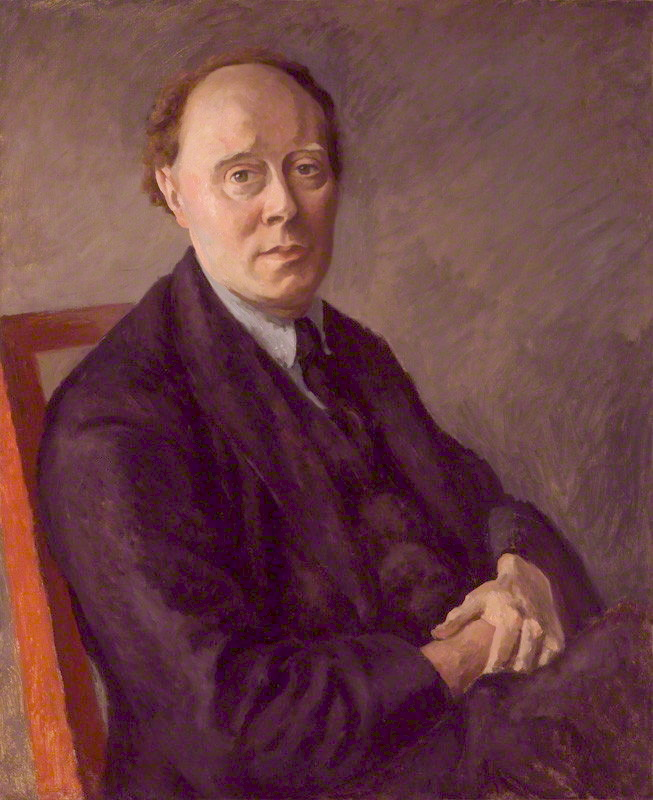
Roger Fry: Clive Bell, um 1924

Arthur Clive Heward Bell (* 16. September 1881 in East Shefford, Berkshire, England; † 17. September 1964 in London) war ein britischer Kunstkritiker und stand in Verbindung zur Bloomsbury Group.

## Leben
Clive Bell studierte am Trinity College in Cambridge und kam anschließend nach London, wo er die Malerin Vanessa Stephen (Schwester von Virginia Woolf) kennenlernte und 1907 heiratete.
Diese Ehe war bei Ausbruch des Ersten Weltkrieges gescheitert, wurde aber nie geschieden: Sie besuchten sich nicht nur regelmäßig und verbrachten ihren Urlaub gemeinsam, sondern Clive lebte auch für längere Zeit im Charleston Farmhouse mit Vanessa, Duncan Grant und ihren (= Clives, Vanessas und Duncans) Kindern.
Clive und Vanessa hatten zwei Söhne (Julian Bell und Quentin Bell), die beide Schriftsteller wurden. Julian fiel 1937 im Spanischen Bürgerkrieg.
Angelica Bell trug Clives Nachnamen, bis sie heiratete, war aber eigentlich Grants Tochter, was sie kurz nach Julians Tod von ihrer Mutter erfuhr.

## Werke
- Significant Form in Art (1914)
- Since Cézanne (1922)
- Civilization (1928)
- Proust (1929)
- An Account of French Painting (1931)
- Old Friends (1956)

| Personendaten    | Personendaten                                  |
| ---------------- | ---------------------------------------------- |
| NAME             | Bell, Clive                                    |
| ALTERNATIVNAMEN  | Bell, Arthur Clive Heward (vollständiger Name) |
| KURZBESCHREIBUNG | britischer Kunstkritiker                       |
| GEBURTSDATUM     | 16. September 1881                             |
| GEBURTSORT       | East Shefford, Berkshire, England              |
| STERBEDATUM      | 17. September 1964                             |
| STERBEORT        | London                                         |